# Корвета
Корвета (фр. corvette) је назив за мали, покретљиви и лако наоружани ратни брод, намењен првенствено за противподморничку и противваздушну одбрану ратних и трговачких бродова на мору. Може се употребити за патролну службу, службу спасавања и у противдесантној операцији. Налази се у наоружању већине данашњих ратних морнарица, иако понекад није класификован под тим називом.
Назив му потиче од истоимене врсте ратног брода која се развила у 17. веку, као један од стандардних ратних бродова у добу једрењака. Тадашње корвете су поступно нестале из наоружања у 19. веку када су их замениле торпиљарке и монитори.
Модерне корвете су се појавиле тек за време Другог светског рата као посебна класа лаких ескортних разарача. Данас се по величини и наоружању најчешће класификују између фрегата и патролних бродова.

## Корвета на једра
Корвета се развила у Француској у 17. веку, као помоћни брод уз линијске бродове и фрегате. Као нова врста ратног брода за патролну службу, корвета се развила почетком 18. века у једнопалубни, двојарболни једрењак, депласмана до 200 т, са крижним једрима на прамчаном јарболу, сошнима на крменом јарболу, а пречком на истуреном коснику. Била је наоружана са око 10 топова размештених на отвореној палуби по боку брода. У другој половини 18. века прераста у тројарболни брод, по облику трупа и једриља сличан фрегати, али мањих димензија, наоружан са 14-24 топа. 
Британска РМ је 1783. имала 69 корвета, француска 54, шпанска 36. Према француском флотном закону из 1786, имале су дужину 33.5 м, ширину 8.5 м, газ 3.6 м, депласман 546 т, посаду 120 људи и 20 топова размештених по непокривеној палуби. Овај тип називао се корвета са отвореном палубом, за разлику од корвете са покривеном палубом која се развила почетком 19. века, где су топови главне артиљерије били на главној, покривеној палуби, а лакши топови на отвореној горњој. Француски флотни закон из 1839. класификовао је први тип као корвету II класе, а други тип са 30 топова као I класу. У то време употребљава се претежно за патролну службу, за борбу против гусара и за праћење конвоја.

### Парна корвета
Тридесетих година 19. века гради се корвета на парни погон, са бочним точковима, али су због несигурности парног погона и даље задржана једра као главно погонско средство. Прва таква корвета билла је британска Киклоп (HMS Cyclops) из 1828, депласмана 1.862 т, брзине 10.5 чворова, а у Француској Сфинга (Sphynx) из 1830, депласмана 1.770 т, брзине 7 чворова. Градња парних корвета нарочито је форсирана у Француској, где је према флотним законима из 1837. и 1842. предвиђено 60 корвета. Пропелер на корвете уведен је прво у Великој Британији 1842 на корвети Rattler (депласмана 800 т, парна машина од 200 КС), а затим у Француској у којој је најуспелији тип био Phlegeton (1853) депласмана 1.820 т, машина јачине 400 КС и брзине око 11 чворова. У кримском рату (1853-1856) корвете са пропелерима показале су низ предности, па се после тога постављају пропелери на свим корветама.
Шездесетих година 19. века прешло се на композитни систем градње корвета (гвоздени костур, дрвена оплата) који је осигуравао већу чврстоћу, димензије и депласман. Таквих корвета је у Великој Британији до 1885. изграђено 34 (депласман 800-1.400 т, парна машина јачине до 1.400 КС, мешовита такелажа крижних и сошних једара). Биле су наоружане са 8 топова 127 мм, или са 2 топа 178 мм и 2-4 топа од 203 мм. Сличне бродове градиле су и друге РМ. Крајем 19. века корвета прераста у нову врсту ратног брода - крстарицу.

## Ескортне корвете
Корвете се поново појављују почетком Првог светског рата (мада је назив корвета поново уведен тек у Другом светском рату), када су немачке подморнице почеле озбиљно да угрожавају британски поморски промет. Пред Други светски рат италијанска РМ изградила је 7 корвета типа Pegaso и Alisei (депласман 900 т, брзина 25 чворова, турбински погон): биле су наоружане поред осталог, са 4 противподморничка бацача и 2 клизача дубинских бомби. У Другом светском рату граде се корвете типа Бајонет (Baionetta): депласман 640т, брзина 17 чворова, дизел-моторни погон.
У периоду 1939-1941. Велика Британија је изградила 151 брод типа Flower, депласмана 900 т, брзине 16 чворова, наоружан топом 102 мм, 2-3 топа од 40 и 57 мм, 4-6 бацача и 2 клизача дубинских бомби. Назване су корвете по истоименим бродовима из 18. века: исти назив постепено усвајају и друге РМ. Године 1942. на прамцу корвете уграђен је јеж (импулни бацач), а следеће године британска РМ изградила је серију корвета типа Castle (нешто већег депласмана и брзине од типа Цвет, са по 8 бацача дубинских бомби). Од 3. септембра 1939. до 2. септембра 1945 Велика Британија и земље Комонвелта изгубиле су 38 корвета (22 од подморница, 8 од мина, 4 од авиона и 4 од судара и насукивања) Највећи губитак је био у северном Атлантику - 17, у домаћим унутрашњим водама 8, Медитерану 7 и у Индијском океану и Арктику по 3. Канада гради већи број корвета за своје потребе, а 18 продаје РМ САД.
РМ Италије гради 1942. корвете типа Are депласмана 670 т, брзине 15 чворова, наоружане са 4, 3 или 2 топа 40 мм, јежом и 2 торпедна апарата 450 мм.
Почетком 1941, кад су подморнице прошириле операције на Атлантски океан и почеле примењивати тактику напада у чопорима брзином од 17 чворова, савезничке корвете више нису могле обезбедити пратњу конвоја због нање брзине од подморница, јаког љуљања на отвореном мору, мале ефикасности подводног електричног локатора и клипних машина неподесних за брзе и нагле промене брзина које је захтевала противподморничка тактика. Ови недостаци корвете наводе РМ на градњу већих бродова, већих брзина и јачег наоружања, са дизел-моторним или турбинским погоном. У неким РМ ове бродове називају корветама, у неким фрегатама, а у неким општим називом, као и неке друге врсте - ескортни брод.